# Red Bud
Red Bud – miasto w Stanach Zjednoczonych, w stanie Illinois, w hrabstwie Randolph.